# Gion

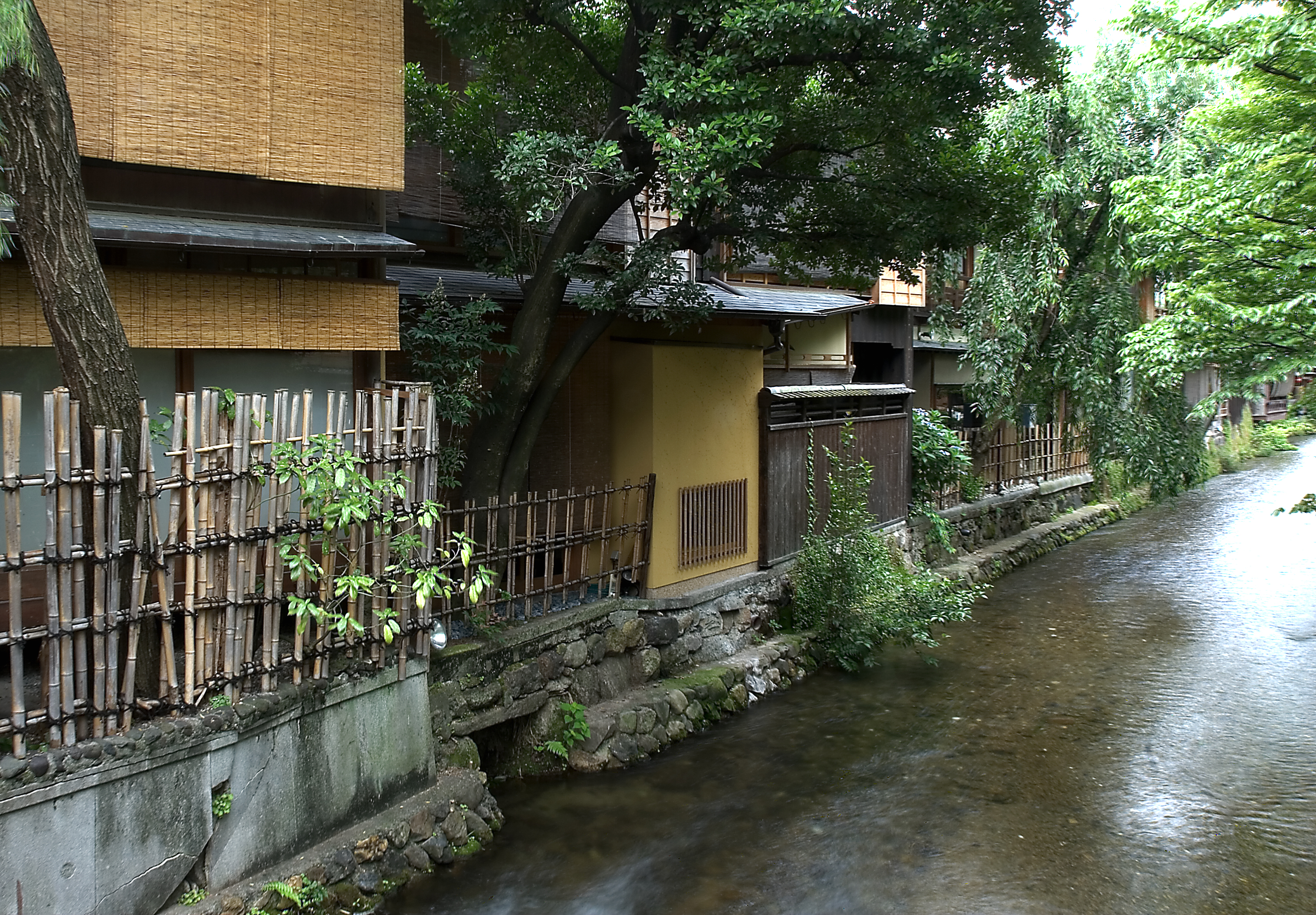
Canal de Shirakara al districte de Gion, mostrant la part posterior d'algunes ochaya

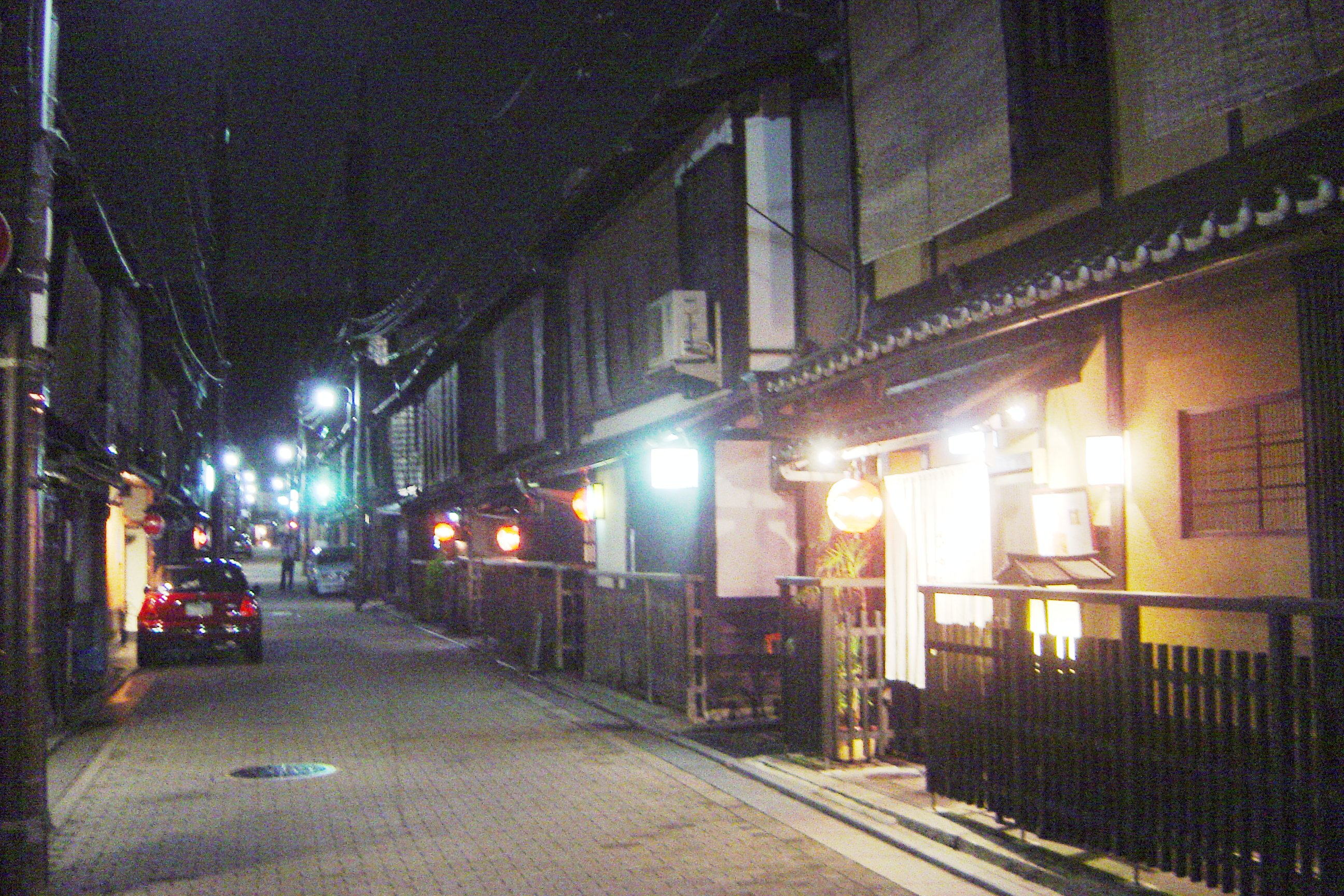
Vista d'un carrer típic de Gion amb els seus restaurants exclusius.

Gion (japonès: 祇園) és un districte de Kyoto, Japó, que es desenvolupà originàriament durant l'edat mitjana davant del Yasaka Jinja. El districte es construí per acomodar les necessitats dels viatgers i visitants del santuari. Amb el temps evolucionà fins a esdevenir un dels districtes de geishes més exclusius i ben coneguts de tot el Japó.
Aquest barri de Kyoto consta de dos hanamachi (barris de geishes): Gion Kobu i Gion Higashi. Malgrat la gran disminució en el nombre de geishes en els últims cent anys, Gion encara és famós per la conservació de les formes de l'arquitectura tradicional japonesa i les seves arts d'entreteniment. Part d'aquest districte ha estat declarat com a patrimoni històric cultural. Recentment, la ciutat de Kyoto ha realitzat un projecte per restaurar els carrers de Gion que inclou plans com el de soterrar tots els cables aeris com a part d'un esforç continuat per preservar l'original bellesa de Gion.
A Gion encara hi ha les antigues cases tradicionals de fusta i de canyes de Bambú anomenades machiya que, amb una traducció aproximada, es poden traduir per 'casa urbana', algunes de les quals són okiya i cases de té (ochaya). Aquestes últimes són els establiments tradicionals on els homes més influents de Gion, des dels samurais de l'antiguitat fins als homes de negoci d'avui en dia, han estat entretinguts per les geishes de forma exclusiva durant segles.
L'interior de la ochaya és un món privat i tancat on l'entreteniment nocturn pot consistir en còctels, conversa i jocs així com música tradicional japonesa, dansa i cançons tradicionals. Encara avui en dia es pot veure al capvespre o a la nit les geishes i les maiko (aprenents de geisha) en tota la seva esplendor pels carrers de Gion anant d'una ochaya a altra per complir els seus compromisos.